# 스콧 마로우
스콧 마로우(Scott Marlowe, 1932년 6월 24일 ~ 2001년 1월 6일)는 미국의 배우, 연극 배우, 텔레비전 배우이다.
로스앤젤레스에서 태어났으며 로스앤젤레스에서 사망하였다. 사인은 심근 경색이다.

## 영화
- 테스트 (2013년)
- 크래쉬 다이브 2 - 카운터 메저 (1997년)
- 천사의 미소 (1994년)
- 체이서 (1994년)
- 의혹의 시간 (1993년)
- 다우 설트 낫 킬 (1982년)
- 공포의 여정 (1975년)
- 명탐정 바나비 존즈 (1973년)
- 우리 생애 나날들 (1965년)
- FBI (1965년)
- 제3의 눈 (1963년)
- 서부의 파라딘 (1957년)
- 낙동강전투 최후의 고지전 (1957년)
- 딜론 보안관 (1955년)